# Rachel Field
Rachel Lyman Field (* 19. September 1894 in New York City; † 15. März 1942 in Los Angeles, Kalifornien) war eine US-amerikanische Schriftstellerin.

## Leben
Field besuchte das Radcliffe College. Bekannt wurde Field, die schon länger erfolgreich Jugendbücher und Bühnenstücke schrieb, durch ihr 1929 erschienenes Kinderbuch Hitty, Her First Hundred Years, ein Puppenabenteuer, welches mit der Newbery Medal ausgezeichnet wurde, einem der prestigeträchtigsten Kinderbuchpreise in den USA. 1935 schrieb sie ihren ersten Roman, der ebenfalls ein Erfolg wurde. Mehrere ihrer Romane wurden verfilmt.
Field war seit 1935 mit Arthur S. Pederson verheiratet. Zuletzt lebte sie in Beverly Hills. Sie starb an einer Lungenentzündung kurz nach einer Operation wegen Dickdarmkrebs, der sich auf andere Teile ihres Körpers ausgebreitet hatte.

## Werke (Auswahl)
- Eliza and the Elves (1926)
- Hitty, Her First Hundred Years (1929, dt. 1950: Hitty)
- Calico Bush (1931, dt. 1971 als Der Maibaum der Indianer. Kalikobusch und 2005 als Marguerite und der Indianer)
- Time out of mind (1935, dt.: Seit Menschen gedenken, auch Seit Menschen Gedenken)
- All this, and heaven too (1938, dt.: Hölle, wo ist dein Sieg?)
- And now tomorrow (1942, dt.: Morgen wirst du vergessen) (mit dem Pulitzer-Preis für Literatur ausgezeichnet)
- Hepatica Hawks (1980, dt.: Die Tochter des Riesen, von Annemarie Böll übersetzt)